# أوبو ديجيتال
أوبو ديجيتال (بالصينية: OPPO影音) هي قسم مستقل يتم إدارته من خارج البلاد ويتشارك العلامة التجارية أوبو مع أوبو للإلكترونيات وهي جميعها مملوكة للشركة الصينية بي بي كي إليكترونيكس. وتأسس هذا القسم في عام 2004 ويقع مقره في مينلو بارك في كاليفورنيا. ويقوم هذا القسم بالتصميم والتسويق للأجهزة الصوتية وأجهزة الفيديو ويشمل ذلك مشغلات بلو راي وسماعات الرأس ومكبرات الصوت وتستهدف بشكل أساسي المستهلكين في الصين وهونغ كونغ وتايوان واليابان والولايات المتحدة الأمريكية وأوروبا وأستراليا ونيوزيلندا والهند.
أعلنت أوبو ديجيتال في الثاني من أبريل لعام 2018 عن التوقف عن تطور منتجات جديدة وعن تقليص الإنتاج تدريجياً حتى الإيقاف بشكل نهائي ولكنها ستواصل دعم أجهزتها الحالية.

## روابط خارجية
- موقع شركة أوبو ديجيتال